# Блажев
Бла́жев (укр. Блажів) — село в Ралевской сельской общине Самборского района Львовской области Украины на реке Кремянке.
Население по переписи 2001 года составляло 862 человека. Занимает площадь 26,4 км². Почтовый индекс — 81482. Телефонный код — 3236.